# Налог на дымовые трубы
Налог на дымовые трубы — налог на очаг, введенный в 1660 году в Англии. Объектом налогообложения являлась дымовая труба. В целях уклонения от уплаты этого налога население начало разбирать свои печные трубы и использовать соседские, либо в целях экономии совместно использовалась одна труба на несколько хозяев. Налог был отменен в 1684 году после пожара, уничтожившего около двадцати жилых домов.
Однако первым налогом, введенным на использование тепла, считается так называемый «капникон», введенный византийским императором Никифором Первым (802—811). Вне зависимости от имущественного положения, его платили все. В той же Англии и еще во Франции до 1529 года взимался папский налог с печных труб.

## Налог на печные трубы в России
В России налоги на печные и банные трубы были введены в Киевской Руси, а при Петре Первом ориентировочно в 1704-м году этот налог трансформировался в банный (государственный сбор за мытье в бане), поскольку большинство бань, топившихся «по-чёрному», труб не имело.